# 10 Pułk Piechoty (brytyjski)
10 regiment piechoty – oddział piechoty Armii Brytyjskiej.
Regiment został utworzony w 1685 roku. Wówczas zwano go Earl of Bath's Regiment, bowiem jego pierwszym dowódcą był John Granville, 1. hrabia Bath (1628–1701). Pułk brał udział w ważniejszych starciach wojny o hiszpańską sukcesję (1701–1714), w latach 1775–1781 walczył w Ameryce Płn., a w XIX wieku walczył w Indiach z powstaniem Sipajów. 
Obecnie jednostka nazywa się Royal Anglian Regiment. 

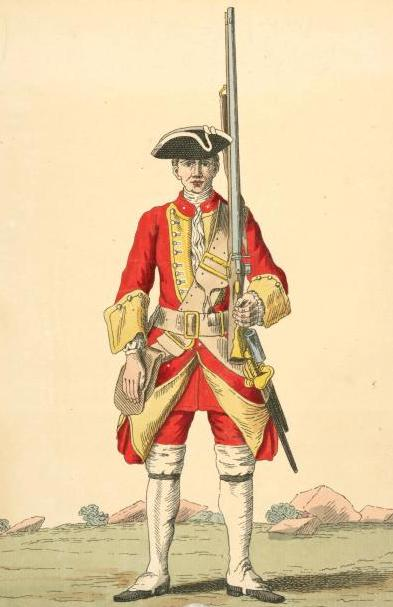
Żołnierz 10 pułku piechoty (1742)

## Bitwy pułku
Z bitew w których walczyli żołnierze tego pułku należy wymienić takie jak:
- bitwa pod Blenheim (1704)
- bitwa pod Ramillies (1706)
- bitwa pod Oudenarde (1708)